# Abelsonit
Abelsonit ist ein sehr selten vorkommendes Mineral der Mineralklasse der organischen Verbindungen mit der chemischen Zusammensetzung NiC31H32N4 und damit chemisch gesehen Nickelporphyrin.
Abelsonit kristallisiert im triklinen Kristallsystem und entwickelt bis zu einem Zentimeter große, leisten- oder tafelförmige Kristalle und dünne Flocken von dunkelgrauvioletter, blass purpurroter oder rotbrauner Farbe. Die Oberflächen der durchscheinenden Kristalle zeigen einen diamant- bis schwach metallähnlichen Glanz.

## Etymologie und Geschichte
Das Mineral wurde erstmals 1969 von Lawrence C. Trudell in Mineralproben aus dem Wosco-Bohrloch in der Green-River-Formation im US-Bundesstaat Utah entdeckt. Das Mineral wurde nach Philip Hauge Abelson, dem Präsidenten der Carnegie Institution in Washington, D.C. benannt.

## Klassifikation
Da der Abelsonit erst 1975 als eigenständiges Mineral anerkannt und dies erst 1976 bzw. 1978 publiziert wurde, ist er in der zuletzt 1977 überarbeiteten 8. Auflage der Mineralsystematik nach Strunz noch nicht verzeichnet.
In der zuletzt 2018 überarbeiteten Lapis-Systematik nach Stefan Weiß, die formal auf der alten Systematik von Karl Hugo Strunz in der 8. Auflage basiert, erhielt das Mineral die System- und Mineralnummer IX/A.02-060. Dies entspricht der Klasse der „Organische Verbindungen“ und dort der Abteilung „Salze organischer Säuren“, wo Abelsonit zusammen mit Calclacit, Chanabayait, Dashkovait, Earlandit, Formicait, Hoganit, Joanneumit, Julienit, Kafehydrocyanit, Mellit, Paceit und Pigotit die Gruppe „Andere organische Salze, darunter Mellate, Citrate und Acetate“ mit der Systemnummer IX/A.02 bildet.
Die von der International Mineralogical Association (IMA) zuletzt 2009 aktualisierte 9. Auflage der Strunz’schen Mineralsystematik ordnet den Abelsonit ebenfalls in die Klasse der „Organischen Verbindungen“, dort allerdings in die Abteilung „Diverse organische Mineralien“ ein. Diese ist weiter unterteilt in eine bisher einzige und unbenannte Unterabteilung  „A“, wo das Mineral als einziges Mitglied eine unbenannte Gruppe mit der Systemnummer 10.CA.20 bildet.
In der vorwiegend im englischen Sprachraum gebräuchlichen Systematik der Minerale nach Dana hat Abelsonit die System- und Mineralnummer 50.04.09.01. Dies entspricht ebenfalls der Klasse und gleichnamigen Abteilung der „Organischen Minerale“, wo das Mineral als einziges Mitglied in einer unbenannte Gruppe mit der Systemnummer 50.04.09 innerhalb der Unterabteilung „Salze organischer Säuren mit verschiedenen Formeln“ zu finden ist.

## Kristallstruktur

Strukturformel von Abelsonit

Abelsonit kristallisiert im triklinen Kristallsystem in der Raumgruppe P1 (Raumgruppen-Nr. 1) mit den Gitterparametern a = 8,44 Å, b = 11,12 Å und c = 7,28 Å; α = 90,9°, β = 113,7° und γ = 79,6° sowie einer Formeleinheit pro Elementarzelle.
Chemisch handelt es sich um ein Porphyrin-Derivat, das insgesamt fünf Methyl- und zwei Ethylgruppen am Porphyrinring besitzt.

## Bildung und Fundorte
Abelsonit bildet sich als Sekundärmineral an Oberflächen von Ölschiefer. Es entstand durch Umwandlung von Chlorophyll und ist das einzig bekannte, kristallin in der Natur vorkommende Porphyrin-Derivat. Aus diesem Grund wird Abelsonit auch als ein Chemofossil bezeichnet. Es ist vergesellschaftet mit Albit, Orthoklas, Pyrit, Quarz, Glimmer, Dolomit und Analcim.
Neben der Typlokalität wurde Abelsonit noch in weiteren Fundorten in der Green-River-Formation sowie im Piceance Creek Basin im US-Bundesstaat Colorado gefunden.